# Luto

Tristeza inconsolável: pintura de 1884 de Ivan Kramskoy

O luto (do latim luctu) é um conjunto de reações a uma perda significativa, geralmente pela morte de outro ser. Segundo John Bowlby, quanto maior o apego ao objeto perdido (que pode ser uma pessoa, animal, fase da vida, status social etc.), maior o sofrimento do luto. O luto tem diferentes formas de expressão em culturas distintas.

## Psicologia da morte
A característica inicial do processo de luto acontece pelas relembranças da perda, aliadas ao sentimento de tristeza e choro. Este é um processo que evolui, onde as relembranças são intercaladas com cenas agradáveis e desagradáveis, sem, necessariamente, serem acompanhadas de tristeza e choro. Além destes sentimentos, é comum o estado de choque, a raiva, a hostilidade, a solidão, a agitação, a ansiedade e a fadiga. Sensações físicas como "vazio no estômago" e "aperto no peito" podem ocorrer.
A duração deste processo é inconstante e seguido de uma notável falta de interesse pelo mundo exterior. Com o passar do tempo, o choro e a tristeza vão diminuindo e é esperado que a pessoa vá se reorganizando, porém é um processo a longo prazo e os episódios de recaída são comuns. Caso alguém não consiga lidar de uma forma socialmente adequada com a perda por mais de seis meses, continue em intenso sofrimento e/ou não consiga se reorganizar, é considerado um luto patológico e é recomendado que se faça psicoterapia.
Existem escalas para medir a gravidade do luto que avaliam fatores emocionais, cognitivos, físicos, sociais, espirituais e religiosos. Um exemplo é a escala proposta por David Fireman.
O luto pode provocar uma crise na família, pois exige a tarefa de renúncia, de excluir e incluir novos papéis na cena familiar. Percebe-se, então, que existe, aí, uma complexidade, pois esta crise pode estagnar o desenvolvimento da família.
Entre alguns psicólogos, é comum se referir às pessoas em processo de luto pela perda de um ente querido como "sobreviventes", como forma de reforçar positivamente a luta pela sobrevivência diante de desafios difíceis.
Como forma de encarar melhor a morte, o psicólogo pode ressaltar o caráter de "fim de sofrimento" da morte ou mesmo estimular moderadamente crenças religiosas/espirituais positivas, independente da religião do indivíduo. Outra possibilidade é associar a morte com um descanso, tranquilidade, paz, retorno para a natureza e parte natural do ciclo da vida.

## Fases do luto
Em síntese, a teoria do luto da psiquiatra Elisabeth Kubler-Ross é uma das referências na temática de no atendimento a doentes terminais, e considera cinco etapas do luto em sua obra On Death and Dying (1969)
1. Negação
2. Raiva
3. Barganha
4. Depressão
5. Aceitação

## Luto na criança

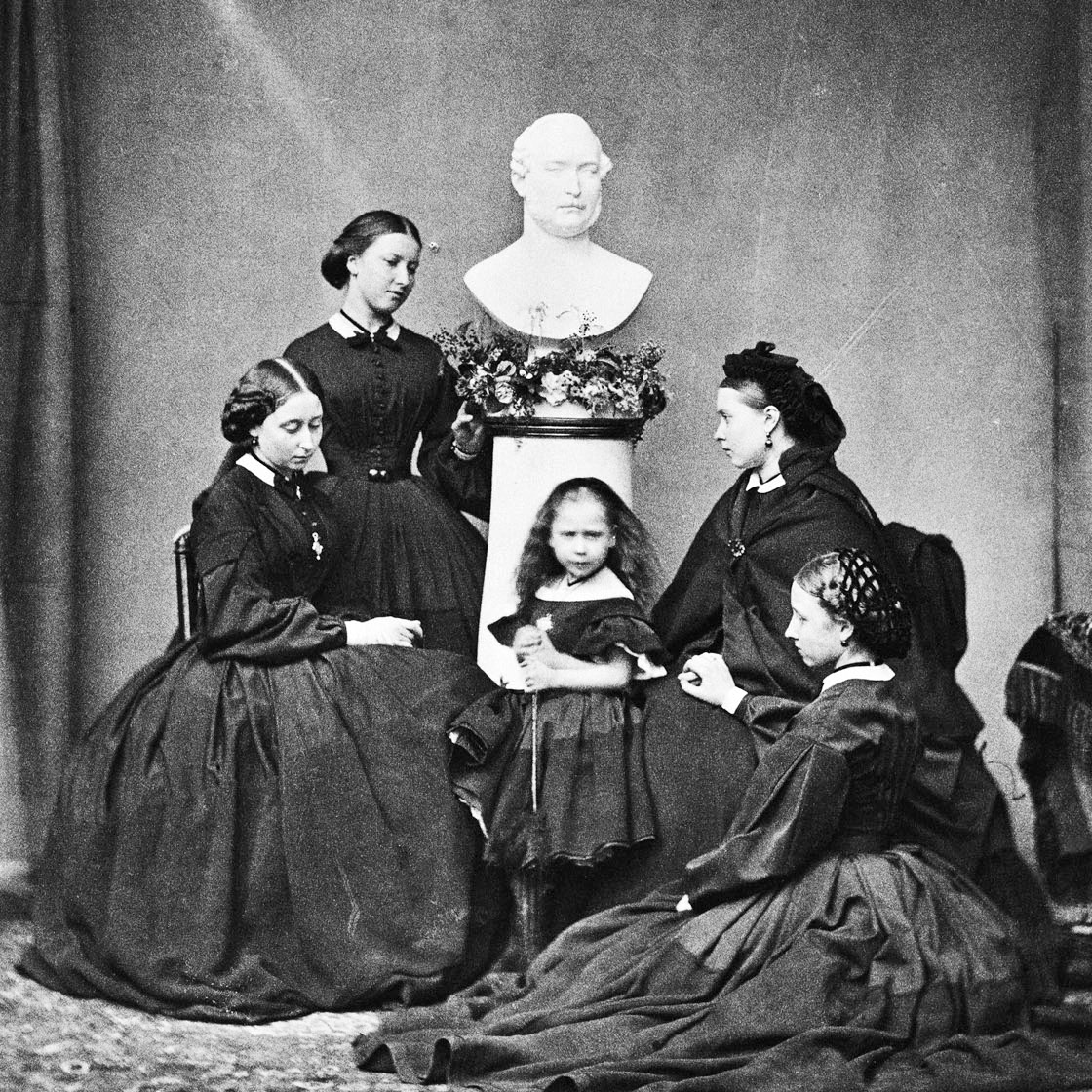
Filhas do Príncipe Consorte Albert, de luto em 1861 ao lado de um busto representativo do pai

Mesmo bebês em fase antes de aprender a falar já demonstram o processo de luto, observável em desenhos e jogos. Entretanto, é somente a partir do período das operações formais que a criança pode compreender a morte enquanto fenômeno irreversível, universal e inevitável.
Entre os fatores que influenciam o luto dos adolescentes e crianças, destacam-se: o apego e dependência com relação à pessoa perdida; a percepção que possuem da morte; o quanto tempo tiveram para se preparar para essa situação (luto antecipatório); e a forma de restruturação familiar no caso de perda de um membro da família. Caso o luto não seja enfrentado adequadamente é comum resultar em depressão nervosa ou transtorno de estresse pós-traumático.
Para a psicologia, a própria passagem para a adolescência também consiste em um processo de luto da infância. Um luto dessa fase, mal resolvido, envolve um período mais prolongado de dependência dos cuidadores e, posteriormente, dos parceiros amorosos. Na psicanálise, refere-se o retorno à infância como "regressão".

## Consolação
Na Antiguidade, a carta de consolação era um gênero literário popular, sendo essencialmente um veículo para apresentar aspectos cruciais de uma escola filosófica e ao mesmo tempo dar conselhos reais sobre como lidar com a perda e o luto. O gênero literário Consolação foi cultivado por todas as grandes escolas, nela, o filósofo procura entender a dor que abala a pessoa a ser consolada e, ainda, compreender sua visão de mundo para assim expor sua filosofia, de forma que seja melhor assimilada pelo espírito em luto. Cleonice van Raij, diz:
```
Entre os filósofos e retores romanos o primeiro que se ocupou desse gênero foi Cícero, por ocasião da morte de sua filha Túlia, quando escreveu uma Consolação, a fim de abrandar a própria dor. Tal Consolação, infelizmente, não chegou até nós, restando dela apenas alguns fragmentos conservados nas Tusculanas. Sêneca, sem a menor dúvida, foi o mais fecundo escritor latino de Consolações, se considerarmos não só os textos conhecidos sob esse nome, mas também os vários tratados de alto teor consolatório, como
 Sobre a brevidade da vida
,
 Sobre a tranquilidade da alma 
e as cartas que, em grande parte, pertencem a esse gênero, como as
 LXIII, LXXXI
,
 XCIII e CVII, 
dirigidas a Lucílio.
```

Sêneca escreveu três cartas de consolações:
- Consolação a Márcia endereçada a Márcia em luto pela morte de seu filho Metílio.[6]
- Consolação a Minha Mãe Hélvia. Carta para sua mãe consolando-a em sua ausência durante o exílio.[7]
- Consolação a Políbio. Dirigida a Políbio, Secretário particular do Imperador Cláudio, para consolá-lo sobre a morte de seu irmão.[8]